# Paberasan (Sampang)
Paberasan is een bestuurslaag in het regentschap Cilacap van de provincie Midden-Java, Indonesië. Paberasan telt 1300 inwoners (volkstelling 2010).